# Superdepredador

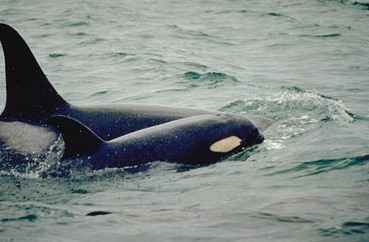
La orca, al ser capaz de atacar a tiburones y ballenas, es considerada por muchos el depredador más poderoso de los océanos.

En ciencias naturales (biología, zoología, ecología) y en antropología se denomina superdepredador a los depredadores que no tienen depredadores naturales, situándose en lo alto de su cadena alimentaria. Los zoólogos definen la depredación como el matar y consumir a otro organismo, pero se excluye por lo general a los parásitos y a muchas de las bacterias. En este contexto, "superdepredador" suele definirse en términos de dinámicas tróficas. Las especies superdepredadoras ocupan los más altos niveles tróficos y tienen un papel crucial al mantener la salud de sus ecosistemas. Un estudio de las cadenas alimentarias marinas define a los superdepredadores como los que ocupan un nivel trófico superior al cuarto. El concepto de superdepredador se aplica comúnmente en el manejo de la vida salvaje, la conservación y el ecoturismo.  
Las cadenas alimentarias son frecuentemente más cortas en tierra, limitando la cima de estas en el tercer nivel trófico, en donde se sitúan depredadores como los grandes félidos, crocodilianos, hienas, lobos, o grandes serpientes constrictoras que se alimentan de los grandes herbívoros. Los superdepredadores no son necesariamente hipercarnívoros, como es el caso de los humanos, que son simultáneamente depredadores y omnívoros.

## Papel ecológico
Los superdepredadores afectan las dinámicas de las poblaciones de sus presas. En donde hay dos especies competidoras en una relación ecológicamente inestable, los superdepredadores tienden a crear estabilidad si depredan a ambas especies. Las relaciones entre depredadores también son afectadas por el estatus de superdepredador. Por ejemplo, las especies invasoras de peces son conocidas por devastar a los depredadores que antes eran dominantes. Un estudio sobre la manipulación de lagos encontró que cuando una especie invasora, el Lobina de boca pequeña, fue retirado, la trucha lacustre, el superdepredador nativo suprimido, diversificó su selección de presas e incrementó su nivel trófico.
Han sido debatidos los efectos sobre características más amplias en los ecosistemas, como la ecología de las plantas, pero hay evidencia de un impacto significativo por parte de los superdepredadores: se ha mostrado, por ejemplo, que los zorros árticos introducidos han convertido islas subárticas de pastizales a tundras a través de la depredación de aves marinas. Estos efectos de amplio rango en los niveles más bajos de un ecosistema son conocidos como cascadas tróficas. La supresión de los superdepredadores de nivel superior, con frecuencia por causa de la intervención humana en tiempos recientes, puede provocar (o interrumpir) cascadas tróficas de manera radical.
Un ejemplo comúnmente citado de cómo los superdepredadores afectan a un ecosistema es el Parque nacional de Yellowstone. Tras la reintroducción del lobo gris en 1995, los investigadores notaron cambios drásticos en el ecosistema local. Los uapitíes, la presa principal del lobo, se volvieron menos abundantes y cambiaron su comportamiento, liberando a las zonas ribereñas del pastoreo constante. Este alivio permitió crecer a los sauces, álamos temblones y olmos, creando un hábitat para los castores, alces y otras especies.  Además de los efectos en las especies de presa, la presencia de los lobos grises también afectó a los osos grizzly del parque, una especie vulnerable. Los osos, al despertar de la hibernación, elegían consumir los restos de las matanzas de los lobos tras ayunar durante meses. Ellos también pueden consumir estos restos en otoño cuando se preparan para hibernar. Ya que los osos grizzly dan a luz durante la hibernación, una mayor disponibilidad de comida puede mejorar la nutrición de las madres e incrementar el número de cachorros. Se ha informado de que docenas de otras especies, como águilas, cuervos, urracas, coyotes y osos negros, se alimentan asimismo de las matanzas de los lobos.
Las especies clave pueden ser superdepredadores dentro de grupos funcionales, un concepto descrito originalmente por el zoólogo Robert Paine para explicar la relación entre Pisaster ochraceus, una especie de estrella de mar, y Mytilus californianus, una especie de mejillón.

## Galería

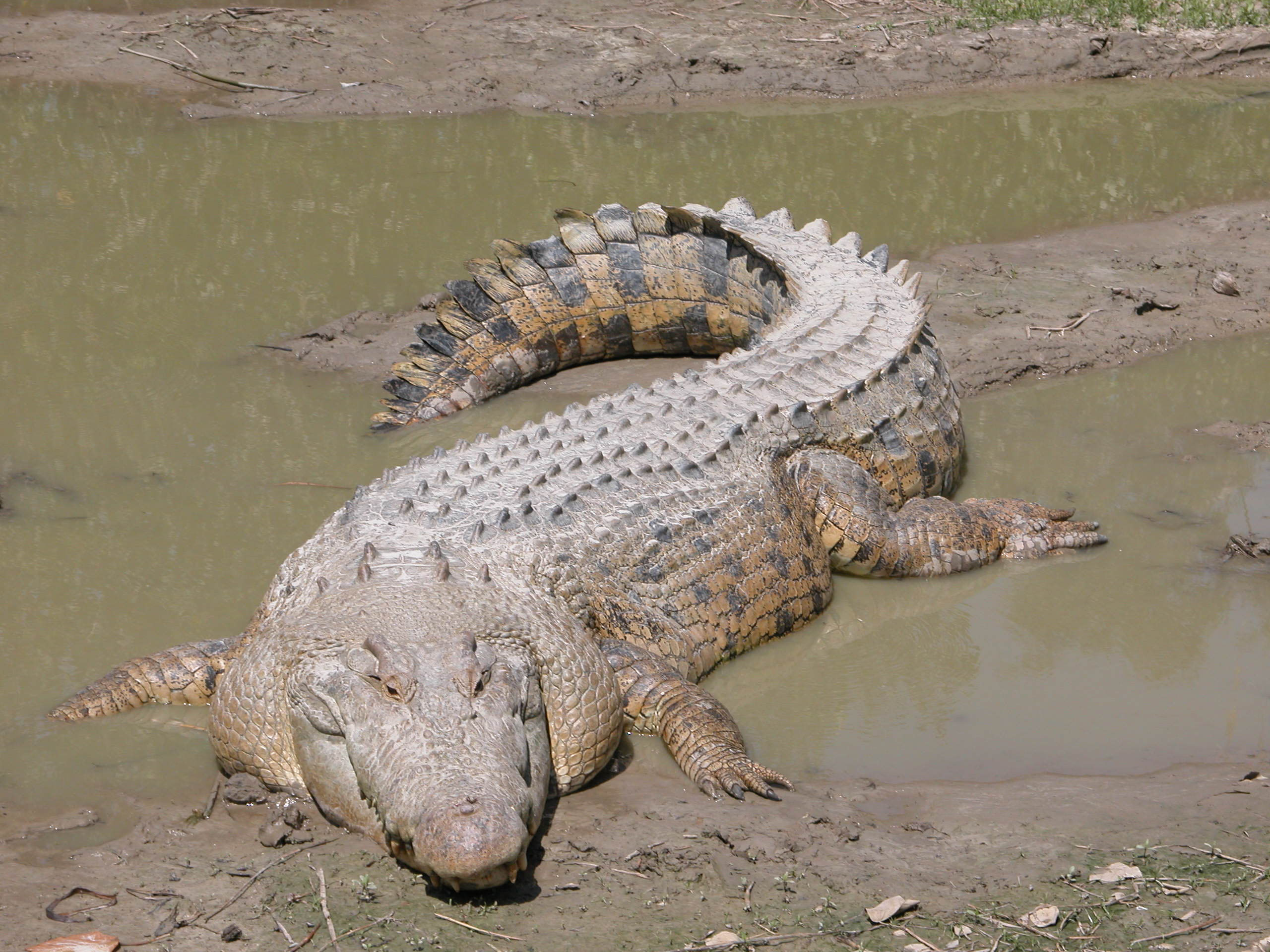
El cocodrilo de agua salada es el mayor reptil vivo[17] y es el depredador dominante en su ámbito geográfico.[18] Su pariente, de tamaño similar, el cocodrilo del Nilo, el cual incluso depreda a grandes simios (humanos y chimpancés), está en la cima de la cadena alimentaria en las aguas africanas.
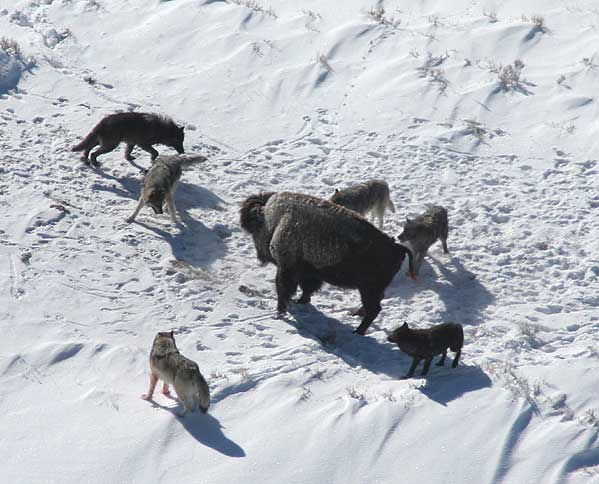
Los lobos operan en grupos en los cuales cada individuo tiene un rol definido en las cacerías, que de otra manera fallarían contra presas mucho mayores que cada lobo individual. Todas las subespecies de lobos, incluyendo a los perros y dingos, y los cercanamente relacionados coyotes, depredan a la vida salvaje, el ganado, además de las plagas y son depredadores competentes.
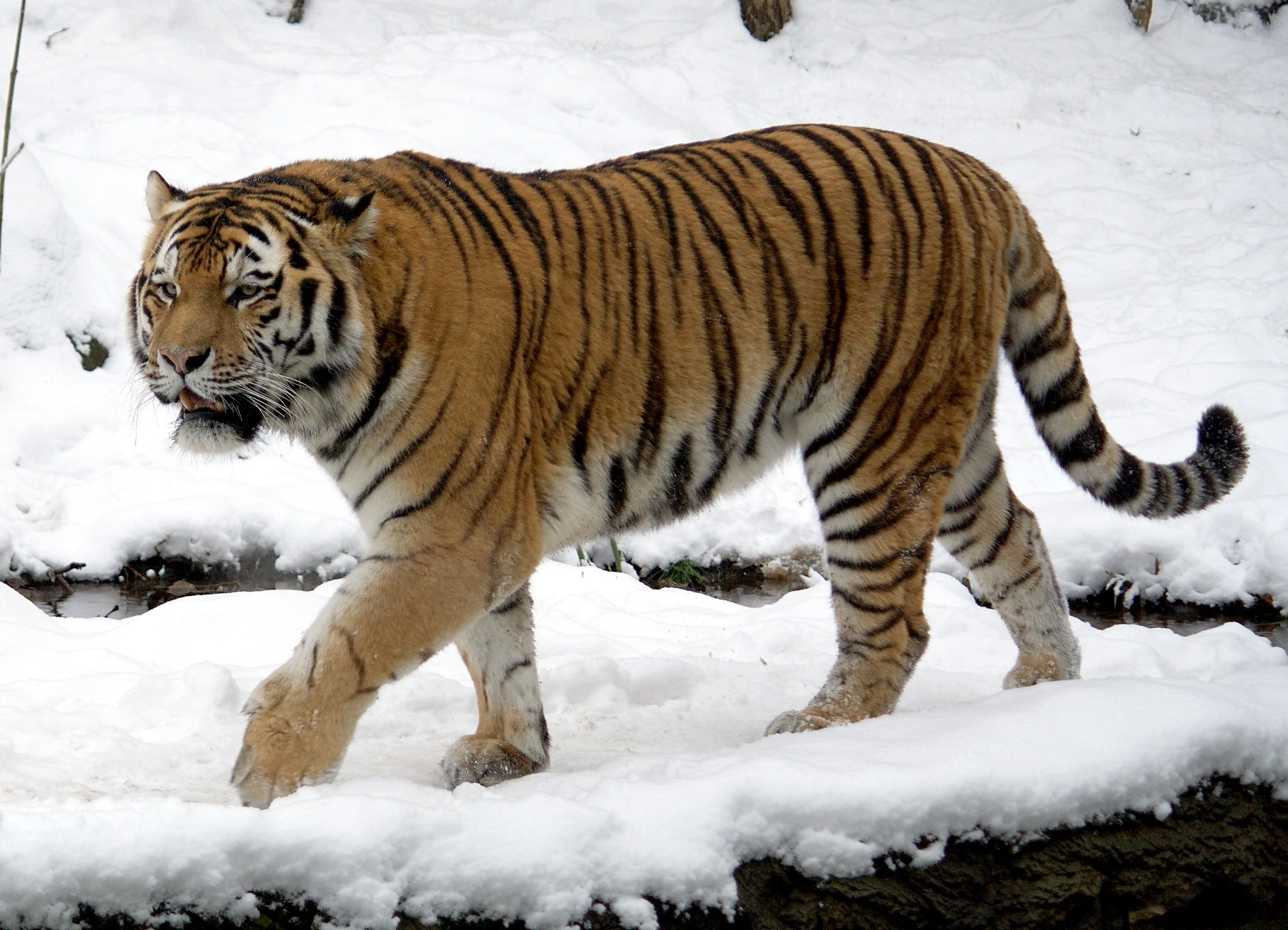
El tigre es uno de los mayores depredadores mamíferos no acuáticos del mundo. En la imagen figura el tigre siberiano, la mayor subespecie de tigre y de la familia Felidae, todos los cuales son consumados depredadores independientemente de su tamaño.
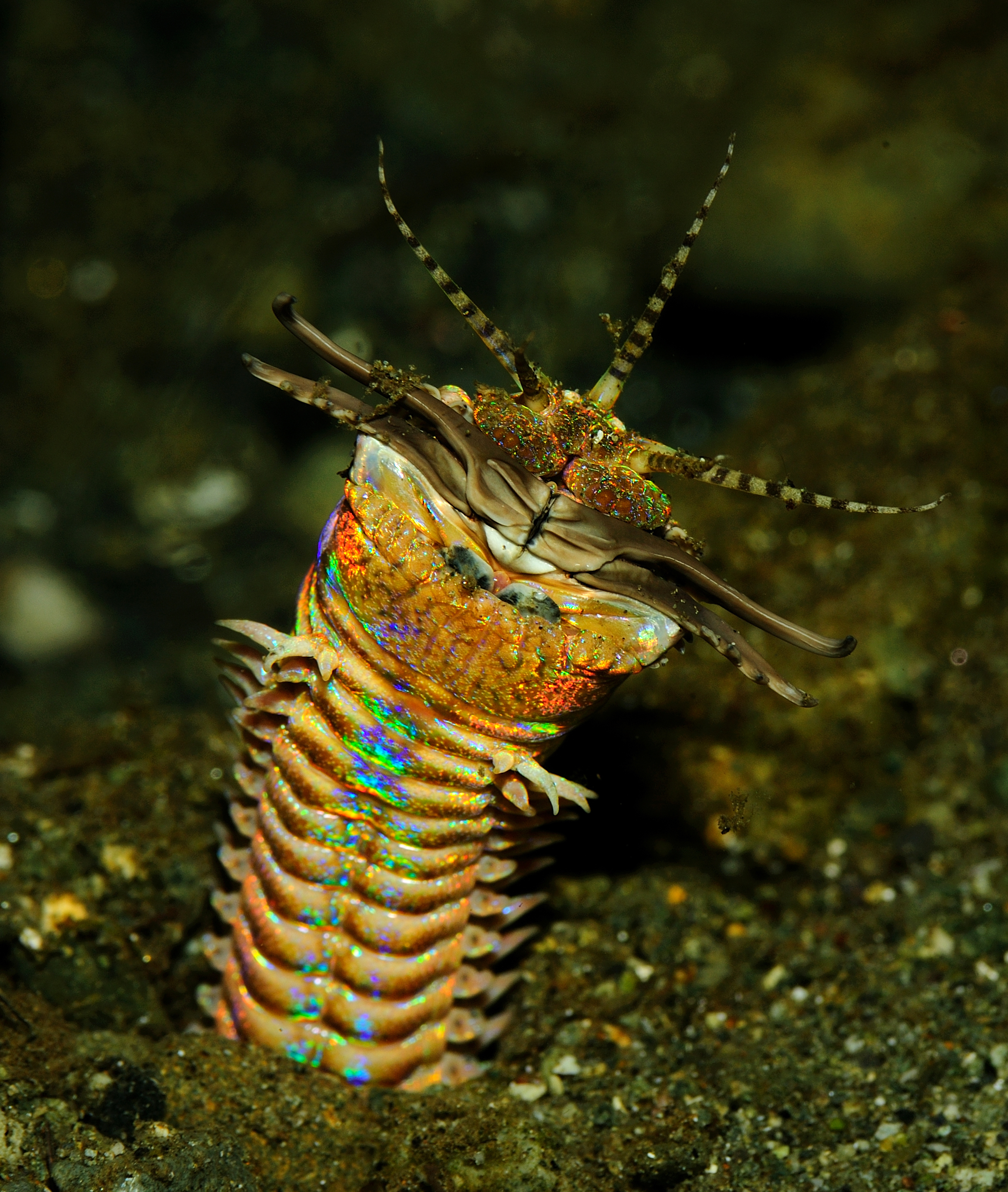
El Gusano Bobbit es el gusano poliqueto carnívoro más grande del mundo, con un aspecto similar al de un ciempiés gigante y mandíbulas como tijeras, puede llegar a medir 300 cm y caza peces y calamares cortándolos por la mitad.
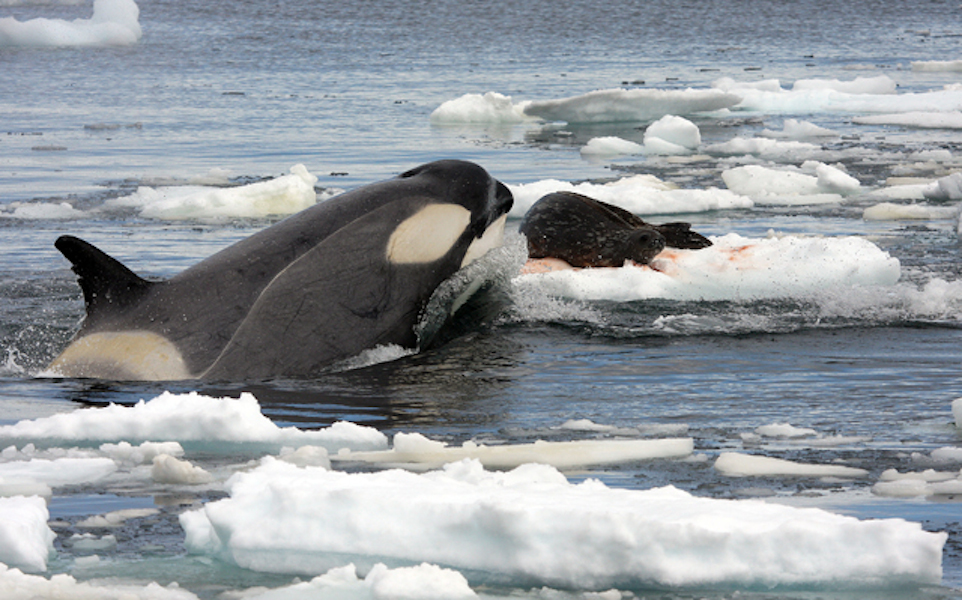
Una orca observa a una foca de Weddell sobre un témpano de hielo cerca de la Base Rothera, en la Península Antártica. Las orcas son conocidas por matar ocasionalmente a las ballenas mientras cazan en grupo, lo que les ha ganado el título de "lobos del mar", e incluso han matado a grandes tiburones blancos y focas leopardos como presas.
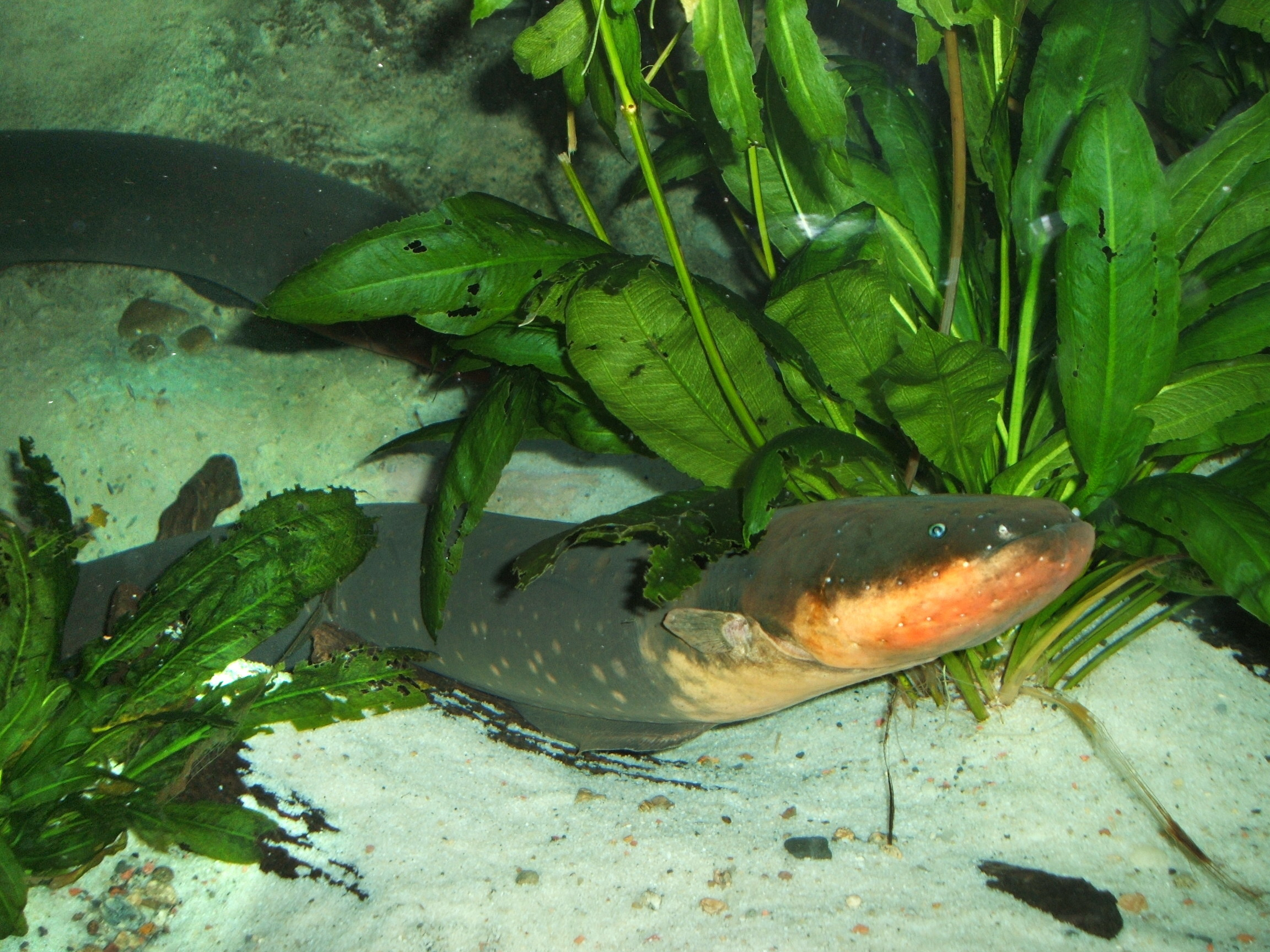
Las anguilas eléctricas tienen una defensa que ningún depredador puede evadir. Caimanes, jaguares, nutrias gigantes, pirañas y los humanos las evitan debido a su choque eléctrico defensivo, el cual usan también para subyugar a sus presas.
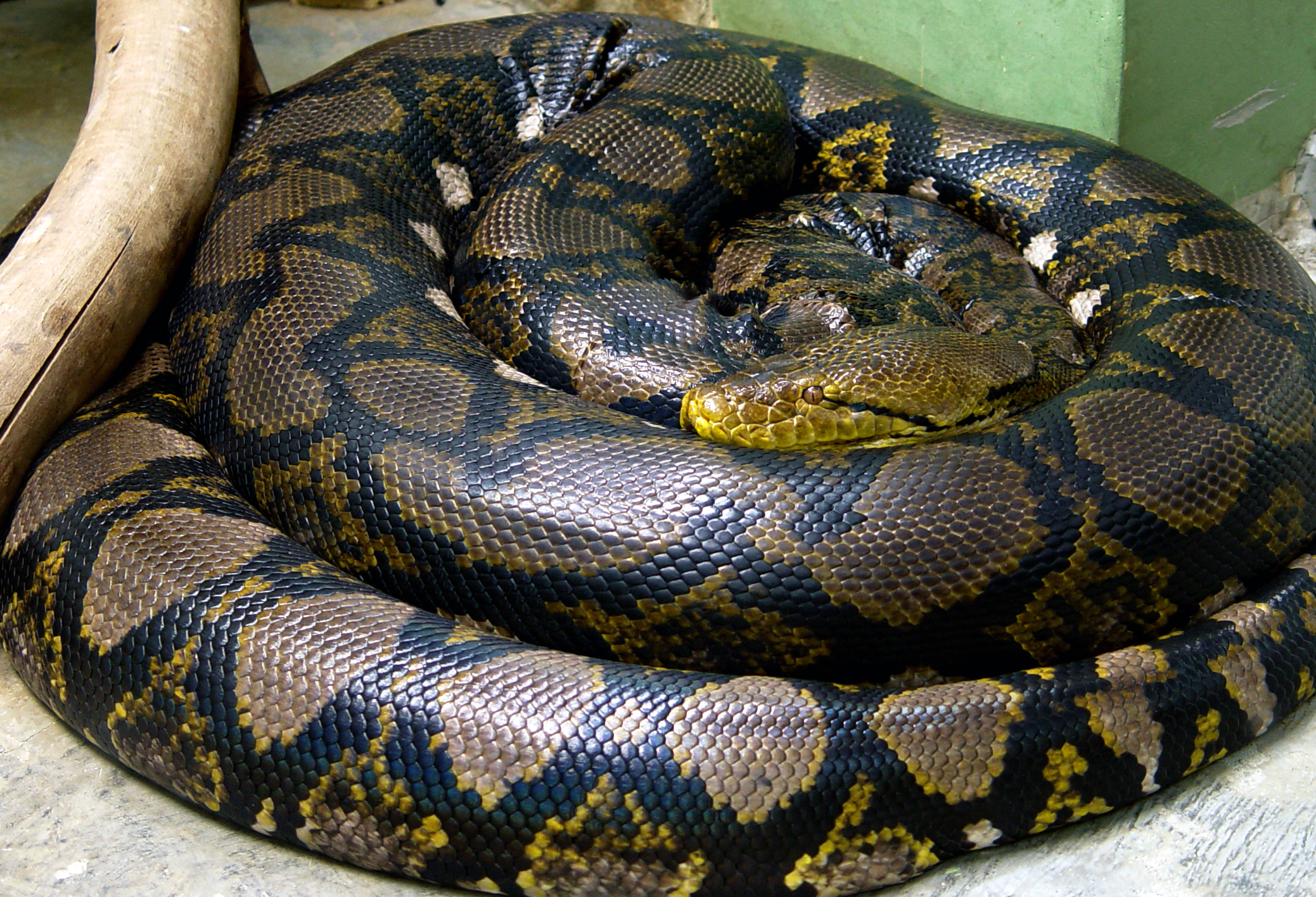
La pitón reticulada, una de las mayores serpientes, solo tiene como arma su alargado cuerpo. Pero este es lo bastante fuerte como para matar por asfixia a sus víctimas, y pocos animales pueden evitar que les dé alcance.
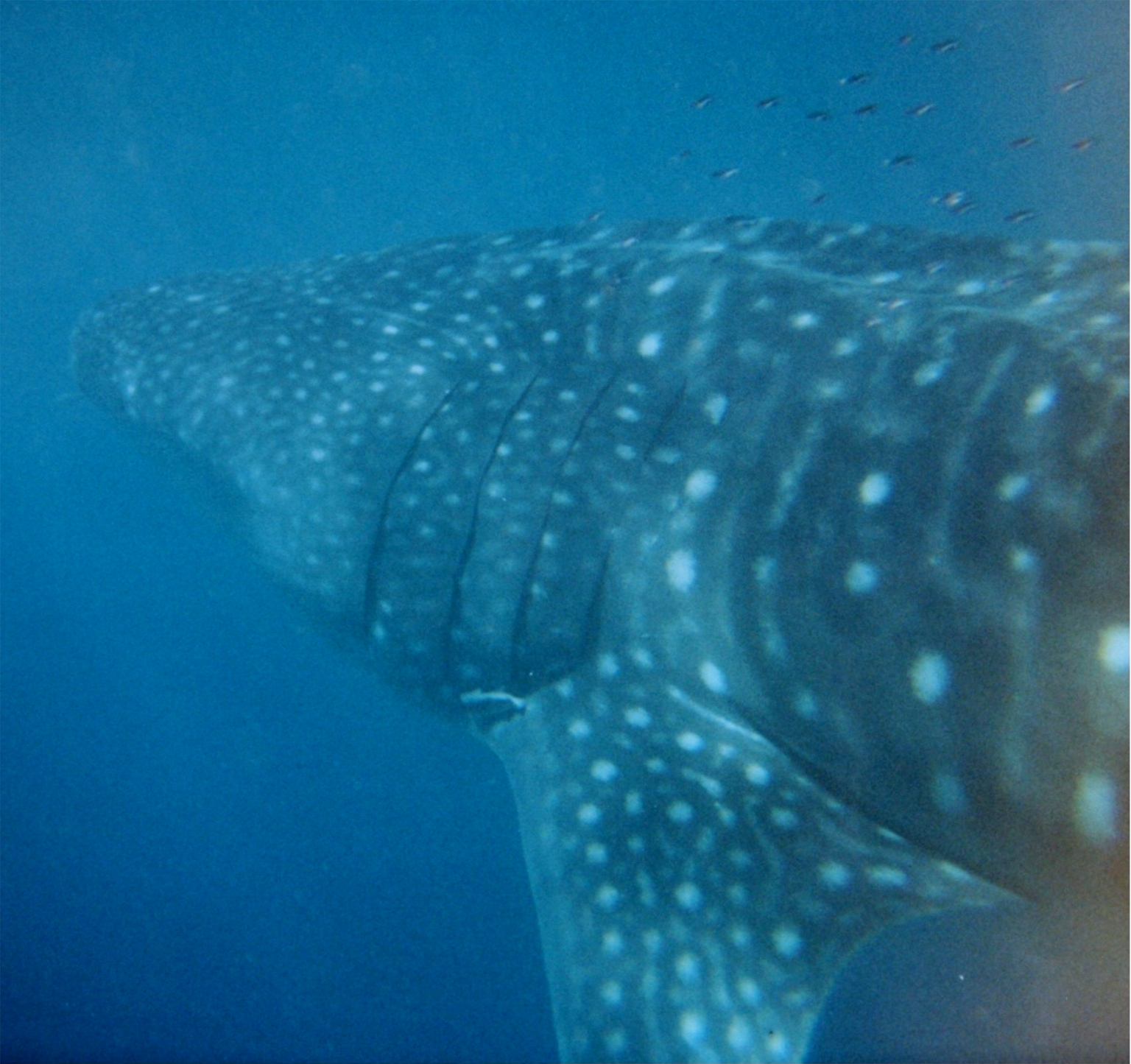
El tiburón ballena, el mayor tiburón y pez del mundo, tiene una reputación de "gigante amable" al ser un filtrador. A pesar de no depredar presas mayores que un pez pequeño, no tiene depredadores naturales y es un superdepredador.
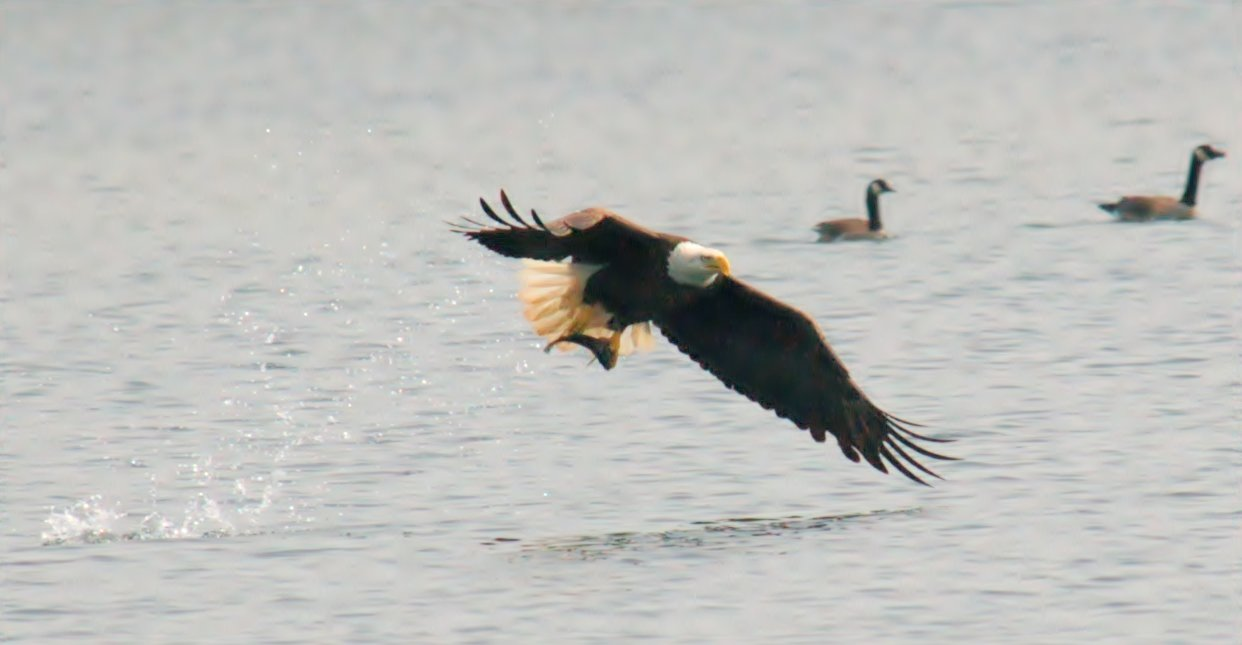
Las aves de presa (como esta águila calva) ocupan la cima de sus cadenas alimenticias y son superdepredadores.
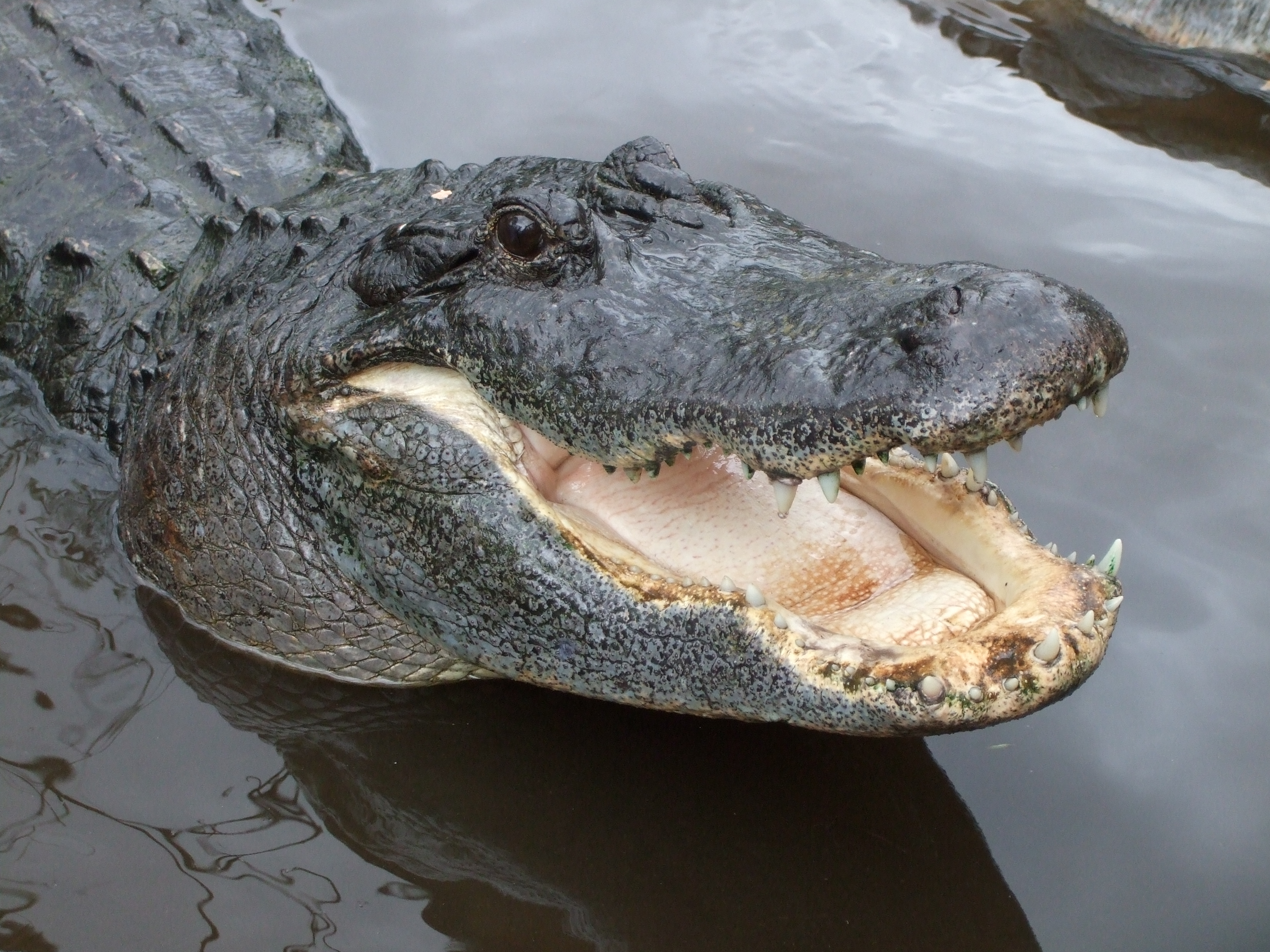
Con su boca letal y el poderoso golpe de su cola, el aligátor americano solo tiene que temer a los humanos armados en los pantanos subtropicales y tropicales de América del Norte en los que vive este depredador.
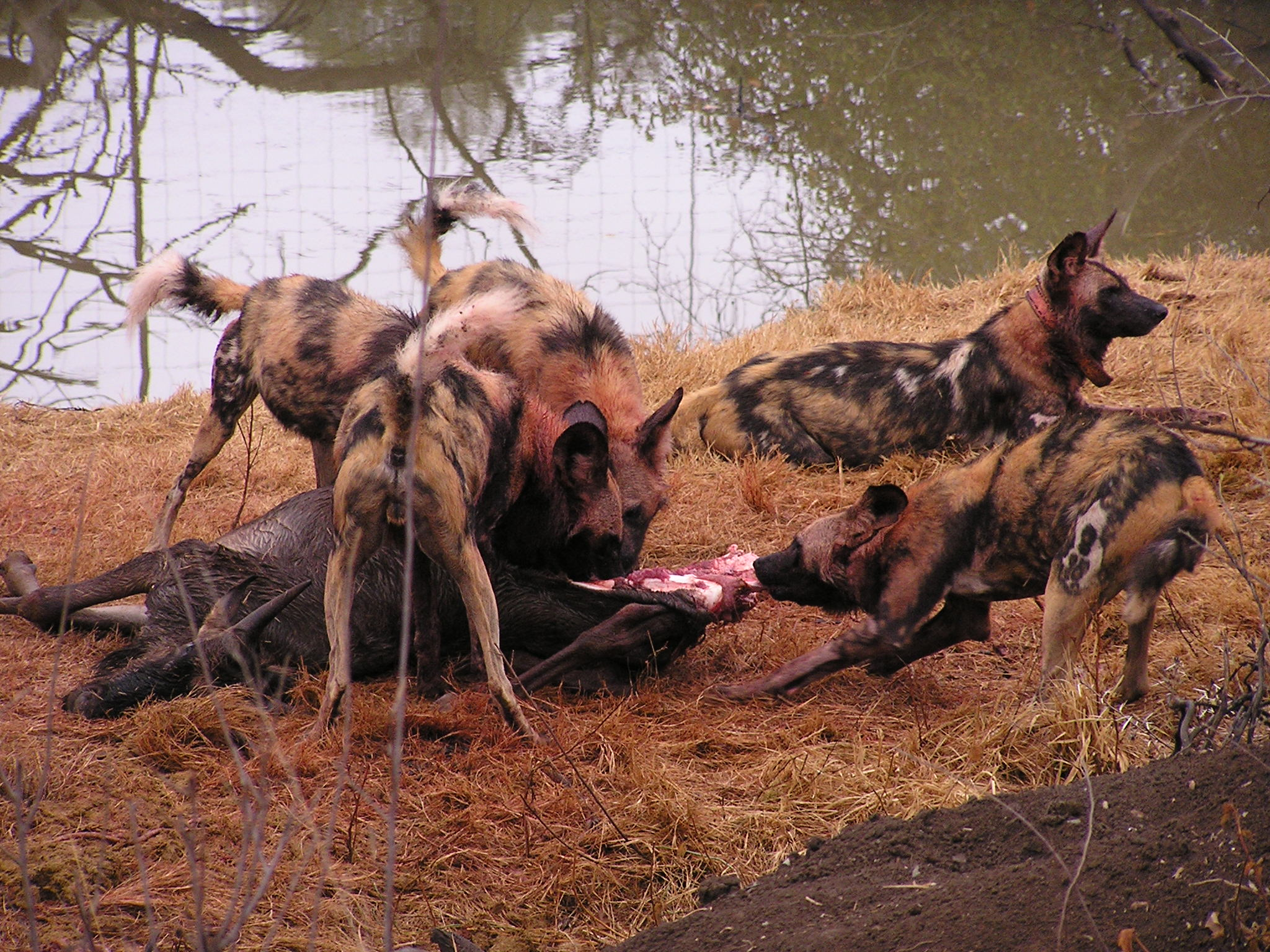
El licaón combina los rasgos usuales de los Carnivora depredadores (velocidad, fuerza, agilidad, inteligencia, sentidos agudos y dientes afilados) con un comportamiento de manada como el de los lobos, que le permite rivalizar con los leones y hienas como superdepredadores en las sabanas africanas.
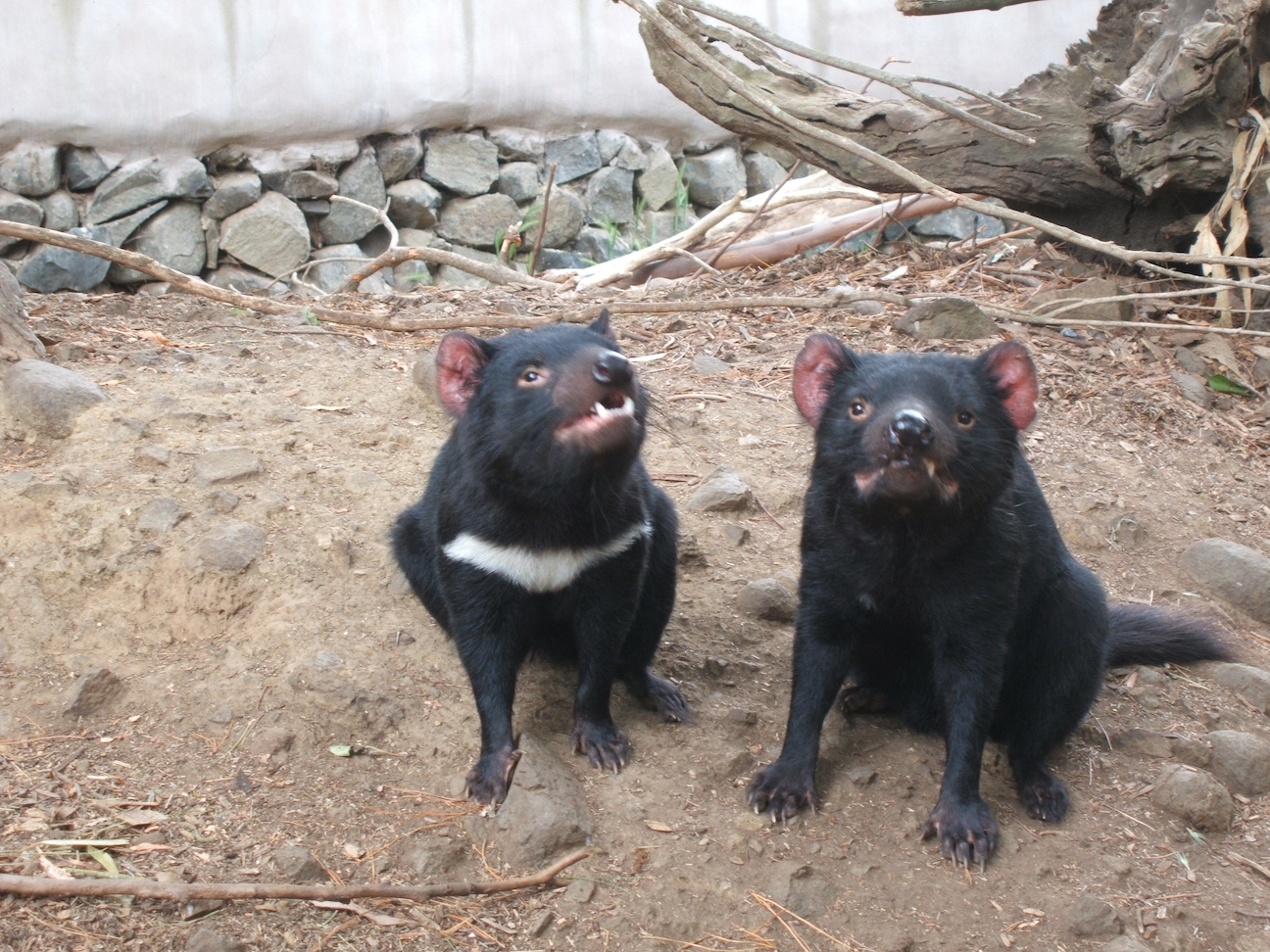
La evolución convergente le dio al demonio de Tasmania una superficialidad similar a los pequeños superdepredadores del orden Carnivora, como los tejones y perros de arbusto, pero son animales de un grupo de mamíferos diferente, los marsupiales.
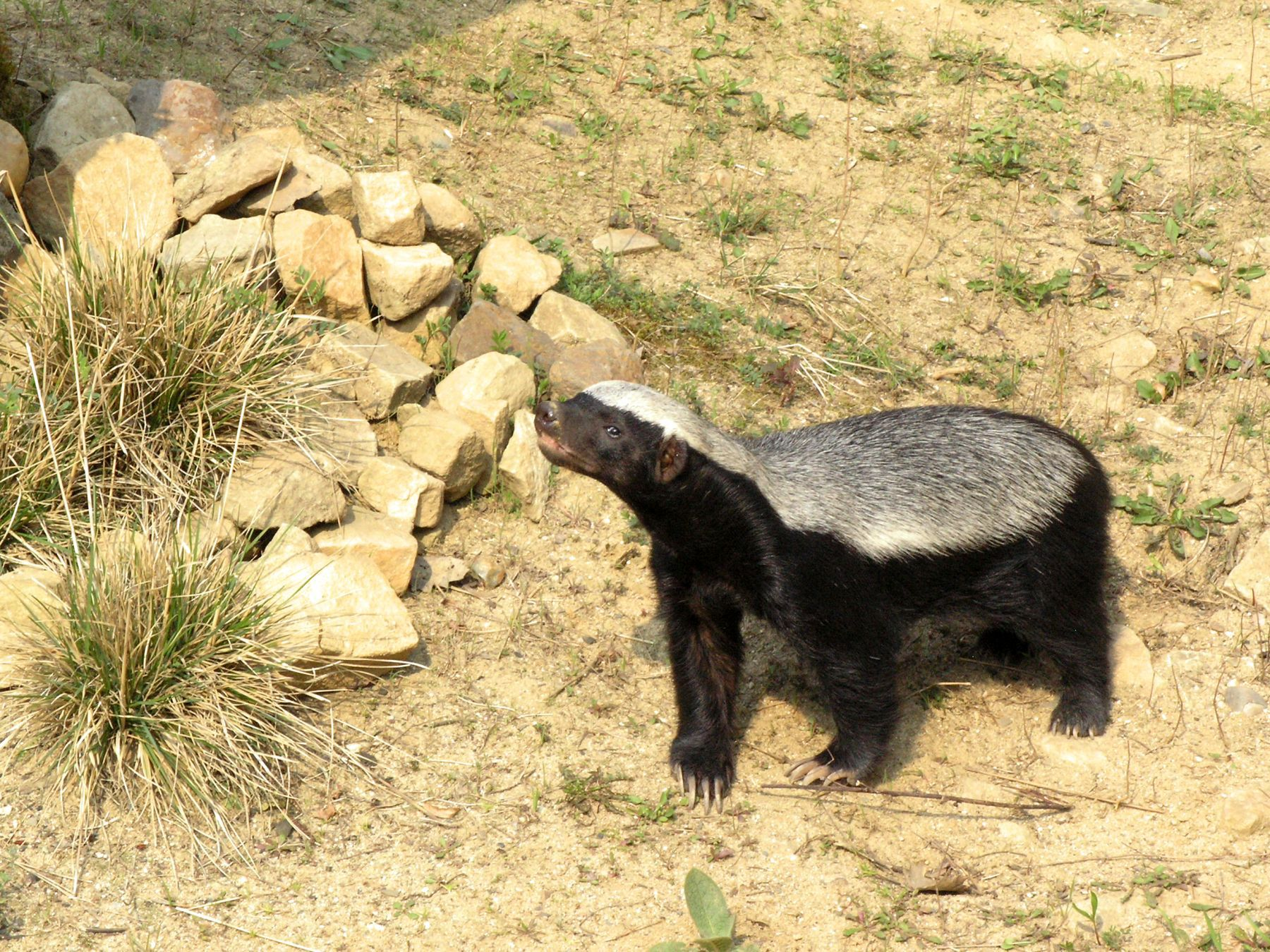
El tejón de la miel es un feroz depredador capaz de confrontar a otros depredadores, como serpientes, osos, grandes felinos, hienas, perros y humanos. Su nombre se debe a su habilidad de tomar la miel de las abejas que la defienden. Entre sus presas se incluyen las cobras.
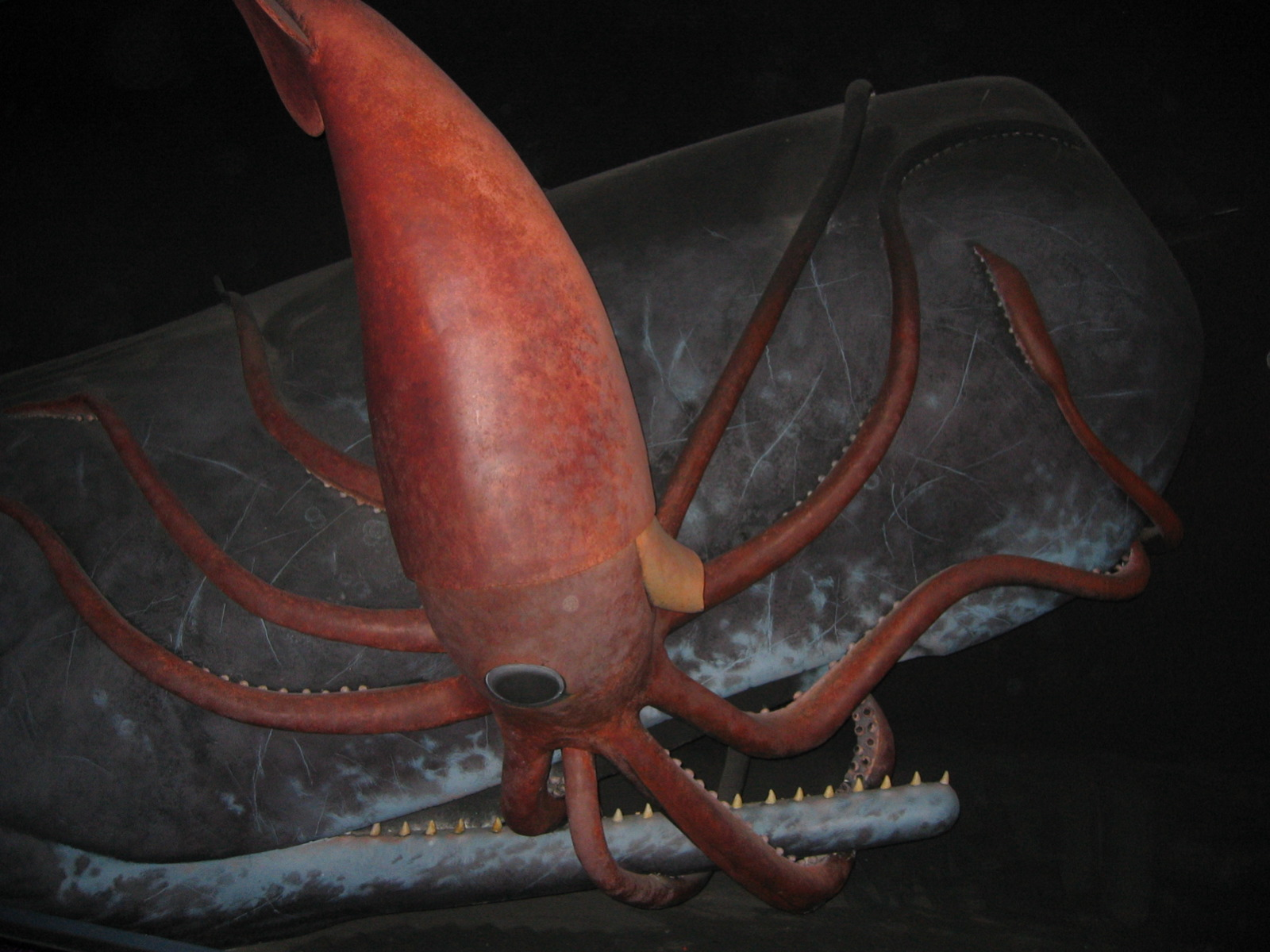
En este diorama, el calamar gigante pierde ante un depredador mayor y más inteligente, el cachalote. Los cachalotes con frecuencia tienen cicatrices de sus encuentros con los calamares gigantes antes de ser comidos.
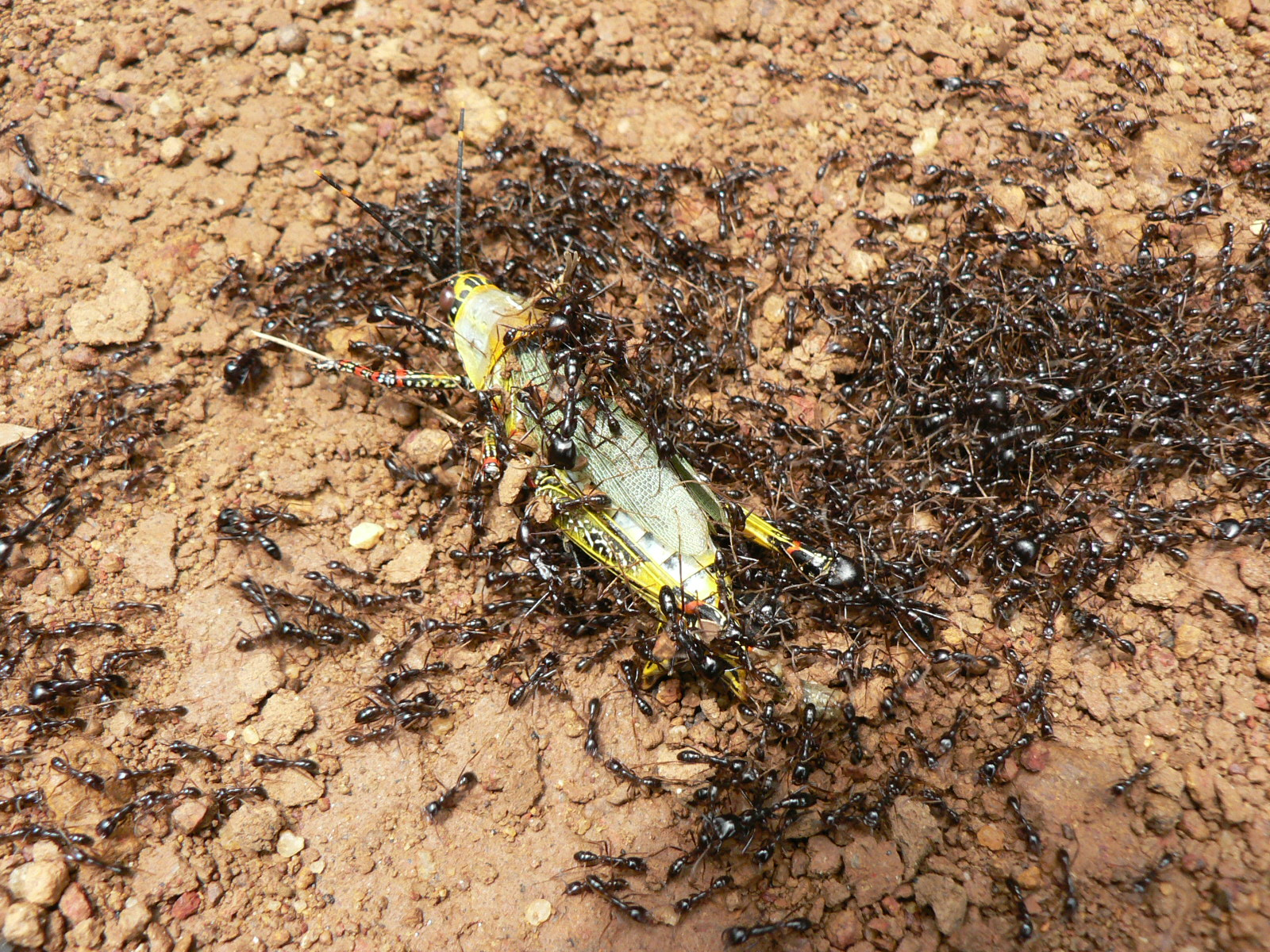
Las hormigas legionarias, también conocidas como siafu, son intrépidas depredadoras a pesar de su ceguera y lo pequeño de su tamaño individual, gracias al tamaño de sus enjambres. El terrible dolor de sus mordidas mantiene a raya a los animales mayores que las ataquen.
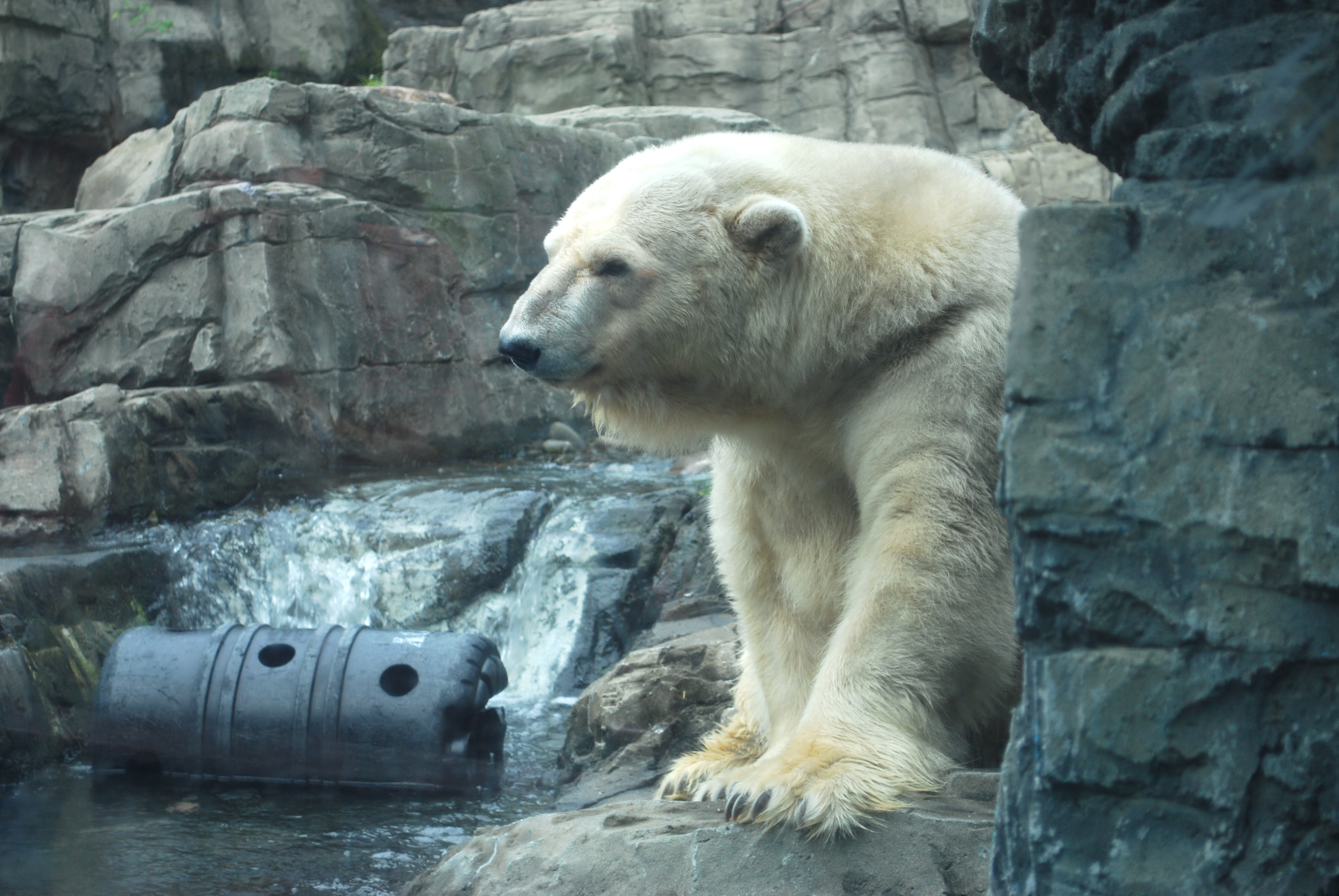
El oso polar es la mayor especie viva de depredador terrestre. Solo el oso de Kodiak rivaliza con este en ese aspecto. El mayor oso polar registrado, con un peso de 1,002 kg (2,209 lb), era un macho muerto en Kotzebue Sound en el noroeste de Alaska en 1960.
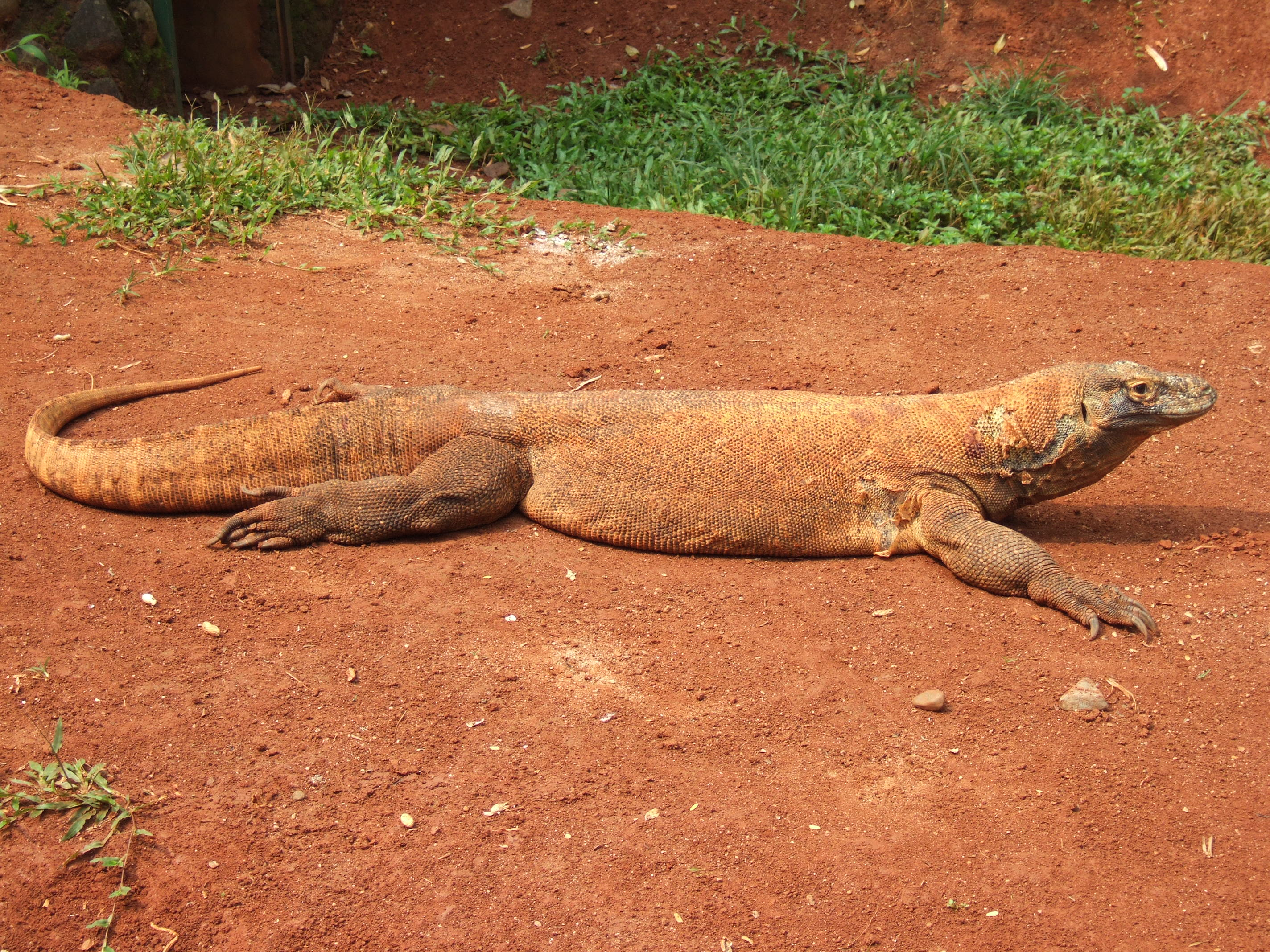
El dragón de Komodo es la mayor especie de varanus. Aunque mayormente se alimenta de carroña, también caza animales grandes, como cabras o búfalos.
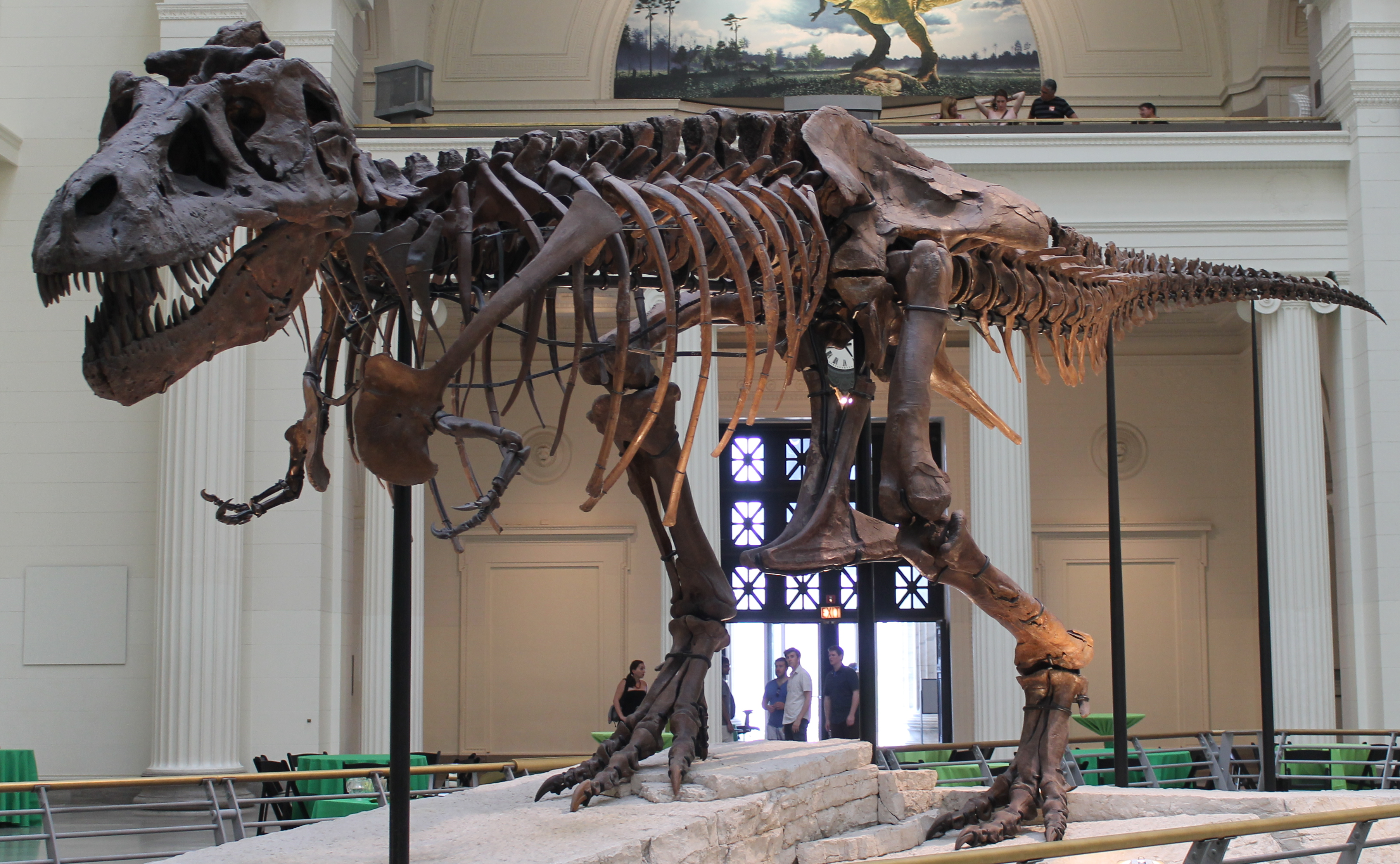
Tyrannosaurus rex fue uno de los mayores depredadores de su época.